# Веле Самак
Веле Самак (на македонска литературна норма: Веле Самак) е политик от Северна Македония.

## Биография
Роден е на 11 август 1974 година в град Прилеп. Веле Самак завършва Чикагския университет през 1996 година със специалност икономика. През 2005 завършва магистратура по бизнес администрация в бизнес училището Уортън към Пенсилванския университет. На 28 август 2006 година е назначен за министър без ресор, задължен за привличане на чуждестранни инвестиции. Преди да стане министър работи в Майкрософт като мениджър по маркетинг.